# بونی برملت
بونی برملت (انگلیسی: Bonnie Bramlett؛ زادهٔ ۸ نوامبر ۱۹۴۴) یک موسیقی‌دان اهل ایالات متحده آمریکا است.